# Emperador Wu de Jin
|  | Sima Yan redirigeix ací. Per l'emperador de la dinastia Jin Oriental el nom del qual és transliterat com Sima Yan, vegeu Emperador Cheng de Jin. |

En aquest nom xinès, el cognom és Sima (司馬).
L'Emperador Wǔ de Jìn, x. sim. 晋武帝, x. trad 晉武帝, py. jìn wǔ dì, wg. Chin Wu-ti, nom personal Sīmǎ Yán (司馬炎), nom de cortesia Anshi (安世) (236 – 17 de maig de 290) era un net de Sima Yi, fill de Sima Zhao, i el primer emperador de la Dinastia Jin (265-420) després d'obligar a l'emperador de Cao Wei, Cao Huan, a abdicar al seu favor. Ell va regnar del 265 fins al 290, i després de destruir Wu Oriental en ell 280 es va convertir en l'emperador de l'imperi de la Xina unificada. L'Emperador Wǔ era conegut per la seva extravagància i sensualitat, especialment després de la unificació de la Xina; És llegendari que va presumir de la seva increïble potència entre les seves deu mil concubines. Durant el govern de l'emperador Wu, la Xina va entrar en una era de prosperitat. Els Jin van encoratjar la recuperació rebaixant impostos i subvencionant la construcció de dics i altres obres en benefici de l'agricultura. La reunificació de la Xina també va estimular el comerç per ajudar a estimular l'economia.